# Marcipalina clenchi
Marcipalina clenchi là một loài bướm đêm trong họ Erebidae.